# أنتوني ماندريا
أنتوني لويس ماندريا (من مواليد 25 ديسمبر 1996) هو لاعب كرة قدم محترف يلعب كحارس مرمى لنادي كاين في الدوري الفرنسي الدرجة الثانية. ولد في فرنسا، ويلعب مع المنتخب الجزائري.

## روابط خارجية
- أنتوني ماندريا على موقع قاعدة بيانات كرة القدم.إي يو (الإنجليزية)
- أنتوني ماندريا على موقع ناشيونال فوتبول تيمز (الإنجليزية)
- أنتوني ماندريا على موقع Soccerway.com (الإنجليزية)
- أنتوني ماندريا على موقع عالم كرة القدم.نت (الإنجليزية)
- أنتوني ماندريا على موقع AS.com (الإسبانية)